# Municipio de Willow Creek (Illinois)
El municipio de Willow Creek (en inglés: Willow Creek Township) es un municipio ubicado en el condado de Lee en el estado estadounidense de Illinois. En el año 2010 tenía una población de 688 habitantes y una densidad poblacional de 7,56 personas por km².

## Geografía
El municipio de Willow Creek se encuentra ubicado en las coordenadas 41°45′26″N 88°59′18″O / 41.75722, -88.98833. Según la Oficina del Censo de los Estados Unidos, el municipio tiene una superficie total de 91.02 km², de la cual 90,92 km² corresponden a tierra firme y (0,12 %) 0,11 km² es agua.

## Demografía
Según el censo de 2010, había 688 personas residiendo en el municipio de Willow Creek. La densidad de población era de 7,56 hab./km². De los 688 habitantes, el municipio de Willow Creek estaba compuesto por el 94,91 % blancos, el 1,45 % eran afroamericanos, el 2,91 % eran de otras razas y el 0,73 % eran de una mezcla de razas. Del total de la población el 6,69 % eran hispanos o latinos de cualquier raza.